# Barańce (obwód brzeski)
Barańce (biał. Баранцы, Barancy; ros. Баранцы, Barancy) – wieś na Białorusi, w obwodzie brzeskim, w rejonie żabineckim, w sielsowiecie Oziaty, przy bagnie Hatcza. W 2009 roku liczyła 27 mieszkańców, a w 2018 14. 

## Historia
W XIX wieku była to własność prywatna leżąca w ujeździe kobryńskim w guberni grodzieńskiej, stanowiła część majątku Oziaty, który należał do rodziny Wereszczaków. Miejscowość została założona przez 14 rodzin przesiedlonych z pobliskiej wsi Barany przez właściciela ziemskiego M. Wereszczakę. Początkowo wieś nosiła nazwę Zabłocie-Hajkówka, a następnie także Zabłocie oraz Zabłocie-Barańce. Według inwentarza z 1846 roku w miejscowości znajdowało się 10 domów zamieszkanych przez 95 osób. W 1897 roku wieś liczyła 174 mieszkańców w 19 domach. Po I wojnie światowej miejscowość znalazła się w granicach Polski. W II Rzeczypospolitej wieś należała do gminy wiejskiej Oziaty w powiecie kobryński, w województwie poleskiem. W 1921 roku liczyła 60 mieszkańców i znajdowało się w niej 10 budynków mieszkalnych. Po wkroczeniu wojsk radzieckich w 1939 roku miejscowość została włączona do Białoruskiej SRR. Od 12 października 1940 należała do sielsowietu Oziaty w rejonie żabineckim, w obwodzie brzeskim. Po zakończeniu II wojny światowej wieś pozostała w granicach Związku Radzieckiego. W 1954 roku weszła w skład rejonu kobryńskiego. Od 30 lipca 1966 roku ponownie w rejonie żabineckim. W 1959 roku utworzono we wsi kołchoz. Miejscowość liczyła wówczas 353 mieszkańców. W 1970 roku odnotowano 239 mieszkańców.